# 松橋町 (岡崎市)
松橋町（まつはしちょう）は愛知県岡崎市岩津地区の町名。現行行政地名は松橋町1丁目から松橋町3丁目。

## 地理
岡崎市の北部に位置する。

## 世帯数と人口
2019年（令和元年）5月1日現在の世帯数と人口は以下の通りである。
| 町丁   | 世帯数  | 人口    |
| ------ | ------- | ------- |
| 松橋町 | 495世帯 | 1,188人 |

### 人口の変遷
国勢調査による人口の推移
| 1995年（平成7年）  | 1,278人 | [ 6 ]  |  |
| 2000年（平成12年） | 1,192人 | [ 7 ]  |  |
| 2005年（平成17年） | 1,218人 | [ 8 ]  |  |
| 2010年（平成22年） | 1,197人 | [ 9 ]  |  |
| 2015年（平成27年） | 1,120人 | [ 10 ] |  |

## 小・中学校の学区
市立小・中学校に通う場合、学区は以下の通りとなる。
| 番・番地等 | 小学校             | 中学校           |
| ---------- | ------------------ | ---------------- |
| 全域       | 岡崎市立井田小学校 | 岡崎市立葵中学校 |

## 歴史
額田郡東阿知和村の一部を前身とする。

### 沿革
- 1978年（昭和53年）8月10日 - 東阿知和土地区画整理組合の事業により、東阿知和町及び真伝町の一部が独立し、松橋町となった[1]。

### 史跡
- 松橋第1号墳
- 松橋第2号墳
- 松橋第3号墳

## その他

### 日本郵便
- 郵便番号 : 444-2113[4]（集配局：岩津郵便局[12]）。

## 参考資料
- 「角川日本地名大辞典」編纂委員会 編『角川日本地名大辞典 23 愛知県』角川書店、1989年3月8日。ISBN 4-04-001230-5。
- 有限会社平凡社地方資料センター 編『日本歴史地名体系第23巻 愛知県の地名』平凡社、1981年。ISBN 4-582-49023-9。